# Síndrome de Blau
La síndrome de Blau és un trastorn inflamatori genètic autosòmic dominant que afecta la pell, els ulls i les articulacions. És causada per una mutació del gen NOD2 (CARD15). Els símptomes solen començar abans dels 4 anys i la malaltia es manifesta com a sarcoidosi cutània d'inici precoç, artritis granulomatosa i uveïtis.

## Causa
L'elucidació que el defecte gènic en BS implica en el gen CARD15 / NOD2 ha portat molts investigadors, a definir com funciona aquest gen com a part del sistema immunitari innat, que respon als polisacàrids bacterians, com el muramil dipeptide, per induir vies de senyalització que indueixen respostes de citocines i protegeixen l'organisme. En el BS, el defecte genètic sembla conduir a l'expressió excessiva, i un mal control de la resposta inflamatòria provocant un granulomatós, inflamació i danys als teixits.

## Tractament
El tractament inclou els medicaments antiinflamatoris habituals com els glucocorticoides, antimetabolits, anti-TNF (com l'infliximab), tots amb diversos èxits.

## Història
El 1985, Edward Blau, un pediatre a Marshfield, Wisconsin, va informar que hi havia una família que durant quatre generacions havia tingut inflamacions granulomatoses de la pell, els ulls i les articulacions. La malaltia es transmetia com un tret dominant autosòmic. El mateix any es va documentar que una família al llarg de dues generacions presentava sinovitis granulomatosa, uveïtis i neuropaties cranials. La condició es va transmetre de manera autosòmica dominant. El 1981 Malleson va documentar que una família tenia sinovitis autosòmica dominant, camptodàctilament i iridociclitis. Una persona va morir d'artitis granulomatosa del cor i d'aorta. El 1982, Rotenstein va informar d'una família amb arteritis granulomatosa, erupció cutània, iritis i artritis transmeses com a tret autosòmic dominant durant tres generacions. El 1990 Pastores va documentar una relació amb un fenotip molt semblant al que Blau havia descrit i va suggerir que la malaltia s'anomenés síndrome de Blau (BS). També es van mostrar les similituds entre les famílies abans esmentades i la BS, així com les diferències significatives en els fenotips.
El 1996 Tromp va realitzar una recerca àmplia al genoma amb membres afectats i no afectats de la família original. Un marcador, D16S298, va donar una puntuació LOD màxima de 3,75 i va situar la susceptibilitat BS dins de l'interval 16p12-q21. Hugot es va trobar un locus de susceptibilitat per a la malaltia de Crohn, una inflamació granulomatosa de l'intestí, al cromosoma 16 proper al locus per a BS. A partir de la informació anterior, Blau va suggerir el 1998 que el defecte genètic de la malaltia pulmonar i de la malaltia de Crohn podria ser el mateix o similar.
Finalment el 2001 Miceli-Richard va trobar el defecte de BS en el domini d'unió a nucleòtids de CARD15 / NOD2. Van comentar en el seu article que també s'havien trobat mutacions a la CARD15 en la malaltia de Crohn. La confirmació del defecte que es trobava en el BS al gen CARD15. el 2002 amb la família BS i altres. Amb aquesta informació, el diagnòstic de BS no només es va determinar pel fenotip sinó pel genotip.
La sarcoidosi d'inici precoç és BS sense antecedents familiars, la BS ha estat diagnosticada en pacients que no només tenen la tríada clàssica sinó granuloma en diversos òrgans.